# Tegra Nvidia
Tegra és una sèrie de sistema en xip (SoC) desenvolupada per Nvidia per a dispositius mòbils com ara telèfons intel·ligents, assistents digitals personals i dispositius mòbils d'Internet. El Tegra integra una unitat de processament central (CPU) d'arquitectura ARM, una unitat de processament gràfic (GPU), northbridge, southbridge i un controlador de memòria en un sol paquet. Els primers SoC Tegra estan dissenyats com a processadors multimèdia eficients. La línia Tegra va evolucionar per emfatitzar el rendiment de les aplicacions de jocs i aprenentatge automàtic sense sacrificar l'eficiència energètica, abans de fer un canvi dràstic cap a plataformes que proporcionen automatització de vehicles amb la marca " Nvidia Drive " aplicada a les plaques de referència i els seus semiconductors; i amb la marca " Nvidia Jetson " per a plaques adequades per a aplicacions d'IA dins, per exemple, de robots o drons, i per a diversos propòsits d'automatització intel·ligent d'alt nivell.

## Història
El Tegra APX 2500 es va anunciar el 12 de febrer de 2008. La línia de productes Tegra 6xx es va revelar el 2 de juny de 2008, i l'APX 2600 es va anunciar el febrer de 2009. Els xips APX es van dissenyar per a telèfons intel·ligents, mentre que els xips Tegra 600 i 650 estaven destinats a llibres intel·ligents i dispositius mòbils d'Internet (MID).
El primer producte que va utilitzar el Tegra va ser el reproductor multimèdia Zune HD de Microsoft el setembre de 2009, seguit del Samsung M1. Kin de Microsoft va ser el primer telèfon mòbil que va utilitzar el Tegra; tanmateix, el telèfon no tenia una botiga d'aplicacions, de manera que la potència del Tegra no proporcionava gaire avantatge. El setembre de 2008, Nvidia i Opera Software van anunciar que produirien una versió del navegador Opera 9.5 optimitzada per al Tegra a Windows Mobile i Windows CE. Al Mobile World Congress 2009, Nvidia va presentar el seu port d'Android de Google al Tegra.
El 7 de gener de 2010, Nvidia va anunciar i demostrar oficialment el seu sistema Tegra de nova generació en un xip, el Nvidia Tegra 250, al Consumer Electronics Show 2010. Nvidia és compatible principalment amb Android a Tegra 2, però és possible arrencar altres sistemes operatius compatibles amb ARM en dispositius on es pot accedir al carregador d'arrencada. El suport de Tegra 2 per a la distribució Ubuntu Linux també es va anunciar al fòrum de desenvolupadors de Nvidia.
Nvidia va anunciar el primer SoC de quatre nuclis a l'esdeveniment del Mobile World Congress de febrer de 2011 a Barcelona. Tot i que el xip tenia el nom en clau Kal-El, ara es marca Tegra 3. Els primers resultats de referència mostren guanys impressionants respecte a Tegra 2, i el xip es va utilitzar en moltes de les tauletes llançades a la segona meitat de 2011.
El gener de 2012, Nvidia va anunciar que Audi havia seleccionat el processador Tegra 3 per als seus sistemes d'informació i entreteniment dins del vehicle i la pantalla d'instruments digitals. El processador s'integrarà a tota la línia de vehicles d'Audi a tot el món, a partir del 2013. El procés té la certificació ISO 26262.
L'estiu de 2012, Tesla Motors va començar a enviar el Model S sedan d'alt rendiment totalment elèctric, que conté dos mòduls de computació visual 3D (VCM) de NVIDIA Tegra. Un VCM alimenta el sistema d'informació d'entreteniment amb pantalla tàctil de 17 polzades i un altre condueix el tauler d'instruments digital de 12,3 polzades. "
El març de 2015, Nvidia va anunciar el Tegra X1, el primer SoC que tenia un rendiment gràfic d'1 teraflop. A l'esdeveniment d'anunci, Nvidia va mostrar la demostració "Elemental" d'Unreal Engine 4 d'Epic Games, que funciona amb un Tegra X1.
El 20 d'octubre de 2016, Nvidia va anunciar que la consola de videojocs híbrid Nintendo Switch funcionarà amb el maquinari Tegra. El 15 de març de 2017, TechInsights va revelar que el Nintendo Switch funciona amb un Tegra X1 personalitzat (model T210), amb velocitats de rellotge més baixes.

### Tegra APX

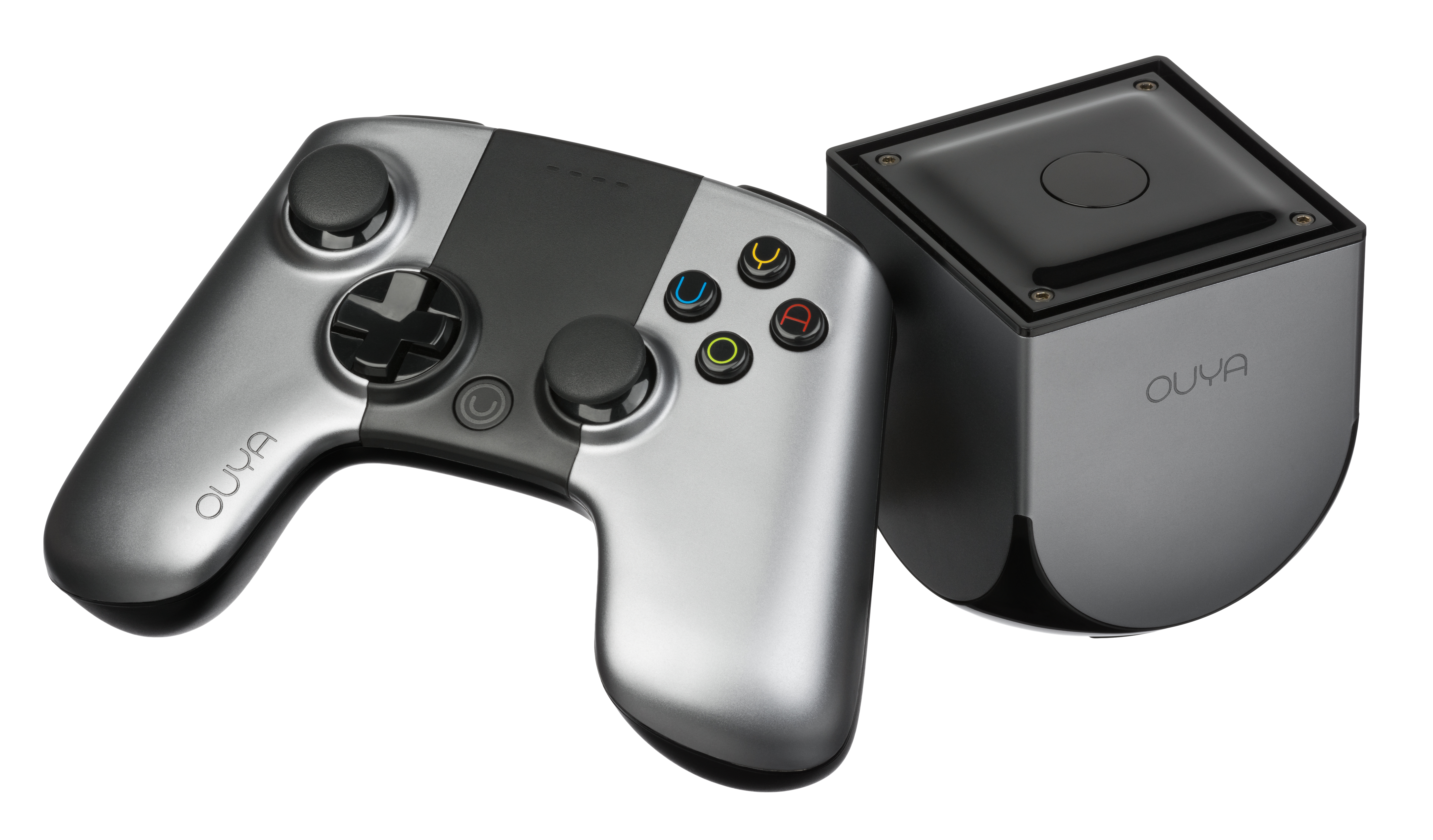
L'Ouya utilitza un Tegra 3 T33-P-A3

## Models

### Tegra 2
El SoC Tegra de segona generació té una CPU ARM Cortex-A9 de doble nucli, una GPU GeForce de potència ultra baixa (ULP), un controlador de memòria de 32 bits amb memòria LPDDR2-600 o DDR2-667, una memòria de 32 KB/32 KB Memòria cau L1 per nucli i una memòria cau L2 compartida d'1MB. La implementació Cortex A9 de Tegra 2 no inclou l'extensió SIMD d'ARM, NEON. Hi ha una versió del SoC Tegra 2 que admet pantalles 3D; aquest SoC utilitza una CPU i una GPU més alta.

### Tegra 3
El Tegra 3 de NVIDIA (nom en codi " Kal-El ") és funcionalment un SoC amb una CPU ARM Cortex-A9 MPCore de quatre nuclis, però inclou un cinquè nucli "compañí" en el que Nvidia denomina "arquitectura SMP variable". Tot i que tots els nuclis són Cortex-A9, el nucli complementari es fabrica amb un procés de silici de baixa potència. Aquest nucli funciona de manera transparent per a les aplicacions i s'utilitza per reduir el consum d'energia quan la càrrega de processament és mínima. La part principal de quatre nuclis de la CPU s'apaga en aquestes situacions.

### Tegra 4
La Tegra 4 (nom en clau " Wayne ") es va anunciar el 6 de gener de 2013 i és un SoC amb una CPU de quatre nuclis, però inclou un cinquè nucli complementari Cortex A15 de baixa potència que és invisible per al sistema operatiu i realitza tasques en segon pla per estalviar energia. . Aquesta configuració d'estalvi d'energia s'anomena "arquitectura SMP variable" i funciona com la configuració similar a Tegra 3.

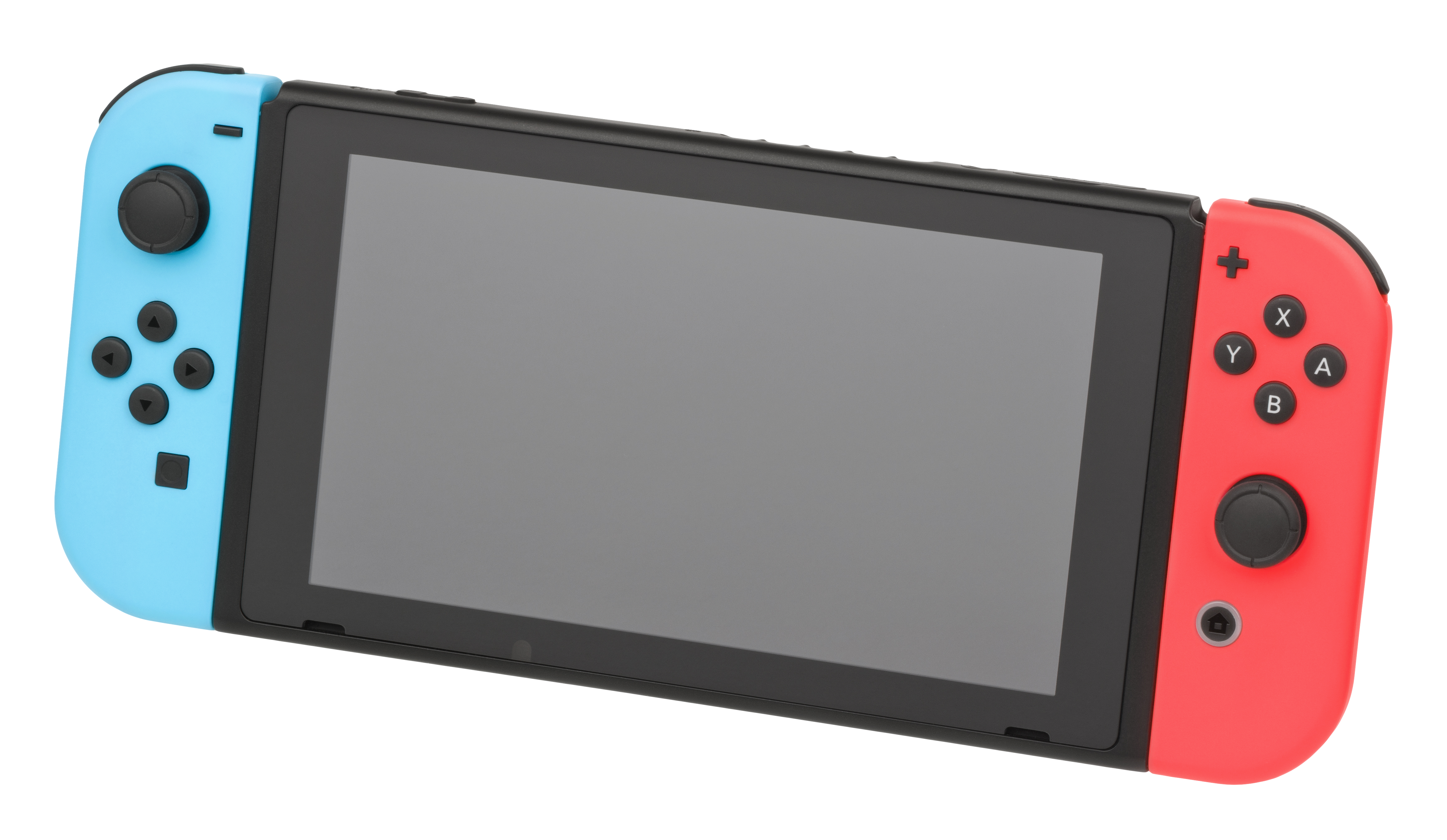
L'X1 és la base de la consola de videojocs Nintendo Switch.

### Tegra X1
Llançat el 2015, el Tegra X1 de Nvidia (nom en codi "Erista") inclou dos clústers de CPU, un amb quatre nuclis ARM Cortex-A57 i l'altre amb quatre nuclis ARM Cortex-A53, així com una unitat de processament gràfic basada en Maxwell. Admet la compressió adaptativa de textures escalable. Només un clúster de nuclis pot estar actiu alhora, amb el programari del BPMP-L que gestiona l'interruptor del clúster. Només s'ha vist que els dispositius que utilitzen el Tegra X1 utilitzen el clúster amb els nuclis ARM Cortex-A57 més potents. No es pot accedir a l'altre clúster amb quatre nuclis ARM Cortex-A53 sense apagar primer els nuclis Cortex-A57 (els dos clústers han d'estar en estat CC6 apagat). Nvidia ha eliminat els nuclis ARM Cortex-A53 de versions posteriors de la documentació tècnica, la qual cosa implica que s'han eliminat de la matriu. Es va trobar que el Tegra X1 era vulnerable a un atac de fallada de voltatge d'injecció d'errors (FI), que va permetre l'execució de codi arbitrari i programari homebrew als dispositius en què s'havia implementat.

### Xavier
El Xavier Tegra SoC, que porta el nom del personatge de còmic Professor X, es va anunciar el 28 de setembre de 2016 i, al març de 2019, s'havia llançat. Conté 7.000 milions de transistors i 8 nuclis ARMv8 personalitzats, una GPU Volta amb 512 nuclis CUDA, una TPU (Unitat de processament de tensors) de codi obert anomenada DLA (Deep Learning Accelerator). És capaç de codificar i descodificar 8K Ultra HD (7680×4320). Els usuaris poden configurar els modes de funcionament a 10 W, 15 W, i 30 W TDP segons sigui necessari i la mida de la matriu és de 350 mm². Nvidia va confirmar que el procés de fabricació era de 12 nm FinFET al CES 2018.

## Comparació
| Generació | Generació              | Tegra 2           | Tegra 3           | Tegra 4           | Tegra 4i          | Tegra K1          | Tegra K1          | Tegra X1                     | Tegra X1+           | Tegra X2                 | Xavier              | Orin                                 |
| --------- | ---------------------- | ----------------- | ----------------- | ----------------- | ----------------- | ----------------- | ----------------- | ---------------------------- | ------------------- | ------------------------ | ------------------- | ------------------------------------ |
| CPU       | Conjunt d'instruccions | ARMv7-A (32 bits) | ARMv7-A (32 bits) | ARMv7-A (32 bits) | ARMv7-A (32 bits) | ARMv7-A (32 bits) | ARMv8-A (64 bits) | ARMv8-A (64 bits)            | ARMv8-A (64 bits)   | ARMv8-A (64 bits)        | ARMv8.2-A (64 bits) | ARMv8.2-A (64 bits)                  |
| CPU       | Nuclis                 | 2 A9              | 4+1 A9            | 4+1 A15           | 4+1 A9            | 4+1 A15           | 2 Denver          | 4 A53 (discapacitat) + 4 A57 | 4 A57               | 2 Denver2 + 4 A57        | 8 Nvidia Carmel     | Cortex de 12 braços-A78AE (Hèrcules) |
| CPU       | Memòria cau L1 (I/D)   | 32/32 KB          | 32/32 KB          | 32/32 KB          | 32/32 KB          | 32/32 KB          | 128/64 KB         | 32/32 KB + 64/32 KB          | 32/32 KB + 64/32 KB | 128 / 64 KB + 48 / 32 KB | 128/64 KB           | 64/64 KB                             |
| CPU       | L2 memòria cau         | 1 MB              | 1 MB              | 2 MB              | 2 MB              | 2 MB              | 2 MB              | 128 KB + 2 MB                | 128 KB + 2 MB       | 2 MB + 2 MB              | 8 MB                | 3 MB                                 |
| CPU       | L3 memòria cau         | NA                | NA                | NA                | NA                | NA                | NA                | NA                           | NA                  | NA                       | 4 MB                | 6 MB                                 |
| GPU       | Arquitectura           | Vec4              | Vec4              | Vec4              | Vec4              | Kepler            | Kepler            | Maxwell                      | Maxwell             | Pascal                   | Volta               | Ampere                               |
| GPU       | Nuclis CUDA            | 4+4*              | 8+4*              | 48+24*            | 48+12*            | 192               | 192               | 256                          | 256                 | 256                      | 512                 | 2048                                 |
| RAM       | Protocol               | DDR2/LPDDR2       | DDR3/LPDDR2       | DDR3/LPDDR3       | DDR3/LPDDR3       | DDR3/LPDDR3       | DDR3/LPDDR3       | LPDDR3/LPDDR4                | LPDDR4/LPDDR4X      | LPDDR4/LPDDR4X           | LPDDR4/LPDDR4X      | LPDDR5                               |
| RAM       | Màx. mida              | 1 GB              | 2 GB              | 4GB               | 4GB               | 8 GB              | 8 GB              | 8 GB                         | 8 GB                | 8 GB                     | 32 GB               | 64 GB                                |
| RAM       | Ample de banda         | 2,7 GB/s          | 6,4 GB/s          | 6,4 GB/s          | 7,5 GB/s          | 14,88 GB/s        | 14,88 GB/s        | 25,6 GB/s                    | 34,1 GB/s           | 59,7 GB/s                | 136,5 GB/s          | 204,8 GB/s                           |
| Procés    | Procés                 | 40 nm             | 40 nm             | 28 nm HPL         | 28 nm HPM         | 28 nm HPM         | 28 nm HPM         | 20 nm FF                     | 16 nm FF            | 16 nm FF                 | 12 nm FFN           | 8 nm                                 |